# Meriola lineolata
Espèce
Synonymes
- Ceto lineolata Mello-Leitão, 1941
- Cetonana lineolata (Mello-Leitão, 1941)

Meriola lineolata est une espèce d'araignées aranéomorphes de la famille des Trachelidae.

## Distribution
Cette espèce se rencontre au Brésil dans les États du Paraná et de São Paulo et en Argentine dans les provinces de Misiones et de Salta,.

## Description
Le mâle holotype mesure 3,2 mm.

## Systématique et taxinomie
Cette espèce a été décrite sous le protonyme Ceto lineolata par Mello-Leitão en 1941. Elle est placée dans le genre Meriola par González Márquez, Grismado et Ramírez en 2021.

## Publication originale
- Mello-Leitão, 1941 : « Aranhas do Paraná. » Arquivos do Instituto Biológico, Sao Paolo, vol. 11, p. 235-257.